# Narita

Narita (成田市 Narita-shi?), este un municipiu din Japonia, prefectura Chiba.